# Jedlová (kulle i Tjeckien, Ústí nad Labem, lat 50,86, long 14,56)
Jedlová är en kulle i Tjeckien.   Den ligger i regionen Ústí nad Labem, i den norra delen av landet, 90 km norr om huvudstaden Prag. Toppen på Jedlová är 774 meter över havet, eller 240 meter över den omgivande terrängen. Bredden vid basen är 3,1 km.
Terrängen runt Jedlová är kuperad söderut, men norrut är den platt.Runt Jedlová är det ganska tätbefolkat, med 120 invånare per kvadratkilometer. Närmaste större samhälle är Česká Lípa, 19,0 km söder om Jedlová. Omgivningarna runt Jedlová är en mosaik av jordbruksmark och naturlig växtlighet.